# Ранчо Убомбо (аеродром)
Аеродро́м «Ранчо Убомбо» (англ. Airport Big Bend Ubombo Ranches) — аеродром Свазіленду, розташований поряд з містечком Біг-Бенд.